# Breck Bednar
Breck David Lafave Bednar est un adolescent anglais d'origine américaine né le 17 mars 1999 à Caterham, dans le comté de Surrey et mort le 17 février 2014 à la suite de l'assassinat commandité par Lewis Daynes dans l'appartement de ce dernier à Grays. Breck Bednar ne connaissait son agresseur que par le biais de jeux en ligne et ne l'avait jamais rencontré en personne jusqu'à ce qu'il se donne rendez-vous pour la première fois, le jour de son meurtre. Lewis Daynes a plaidé coupable et a été condamné à la réclusion à perpétuité avec une peine minimale de 25 ans.

## Victime
Breck Bednar est né le 17 mars 1999. Il était étudiant à l'école St Bede à Redhill dans le comté du Surrey et membre de l'escadron 135 de l'Air Training Corps également à Redhill,. Il a fréquenté l'église évangéliste Saint John de Caterham. Sa mère le décrit comme un jeune homme détendu et chaleureux ayant de nombreux amis avec qui il jouait à des jeux en ligne après l'école et qui est passionné d'informatique,.
Les parents de Breck Bednar sont Barry Bednar, un négociant en pétrole et consultant,, et Lorin LaFave, assistante d'enseignement,, nés aux États-Unis. Ils s'étaient rencontrés à Breckenridge dans le Colorado et se sont mariés au Texas en 1993. La famille a ensuite déménagé en Angleterre trois ans avant la naissance de leur enfant en raison du travail de Barry. En 2014, le Evening Standard a rapporté que la famille vivait avec ses trois enfants dans une maison familiale à Caterham.

## Circonstances de la mort
La mère de Breck, Lorin LaFave, aurait « limité son accès aux appareils électroniques, installé des contrôles parentaux et lui aurait interdit d'utiliser le même serveur qu'un garçon dont elle s'était méfiée ». Elle se souvient que « sa personnalité changeait et son idéologie changeait et il commençait à refuser d'aller à l'église avec nous. J'avais l'impression que c'était à cause de l'influence négative de cette personne ».
Le 17 décembre 2013, LaFave a appelé la police de Surrey pour exprimer ses inquiétudes concernant la sollicitation d'enfants à des fins sexuelles estimant que son fils serait en danger. Néanmoins, il a été rapporté que « les adolescents jouaient à des jeux en ligne depuis plusieurs mois, malgré les efforts de LaFave pour mettre fin à leur relation ».
Le 17 février 2014, Breck Bednar s'est rendu en taxi jusqu'à l'appartement de Lewis Daynes. Plus tard dans la journée, son père, avec qui il devait passer le week-end, a envoyé un SMS pour dire à la mère de son fils que ce dernier n'était toujours pas arrivé. Quelques heures plus tard, ses frères et sœurs, des triplés de 12 ans, ont commencé à recevoir des messages indiquant que leur grand-frère avait été assassiné, décrivant des photos de celui-ci publiées sur les réseaux sociaux, qui ont rapidement été confirmées par la police.
Les photos, montre le corps du jeune homme et ont été postées à six personnes qui étaient aussi membres du groupe de leur jeu en ligne. La nouvelle s'est répandue, menant à un message d'un ami de Breck à l'un des autres enfants de la famille avec le texte suivant : « Est-ce vrai pour ton frère ? Si c'est vrai, c'est tellement triste ». Au même moment, la police annonçait aux parents de le victime, que leur fils avait été assassiné.
La police et les ambulanciers ont été appelés à l'appartement où Bednar a été retrouvé avec des coups de couteau au cou, mais celui-ci était décédé.

## Auteur du crime
Selon BBC News, Lewis Daynes âgé de 19 ans et venant de Rosebery Road à Grays, devait être jugé à la Cour de la Couronne de Chelmsford pour meurtre mais que ce dernier avait bien reconnu être l'auteur du meurtre avant même que le jury ne prête serment. Le tribunal, sous la présidence de Laura Cox, a confirmé que le procès était prévue pour le 12 janvier 2015.
Lewis Daynes est  au chômage, mais de base, il était ingénieur informatique et aurait rencontré la victime en jouant à des jeux vidéo en ligne,. Le Daily Telegraph a décrit l'auteur du crime comme étant un « tueur au visage de bébé » qui ne faisait pas son âge, c'est-à-dire, 19 ans. D'après le Daily Mirror, Lewis Daynes était enfant unique et à la suite de la séparation de ses parents, il a d'abord vécu avec sa mère jusqu'à ce qu'elle déménage à l'étranger pour suivre son nouveau mari, ce qui a conduit l'homme à emménager avec son père, puis avec ses grands-parents. Il a été rapporté qu'il avait également été dans un établissement de soins pendant une période de temps inconnue. Quand il avait 16 ans, il vivait seul dans un appartement appartenant à ses grands-parents.
Le procureur de la Couronne, Richard Whittam, a déclaré qu'au moment de son meurtre, Breck n'avait que 14 ans. La loi prévoit des dispositions spécifiques concernant le meurtre d'un enfant motivé par l'envie sexuelle ou par le sadisme et compte en faire part au tribunal au moment du procès.
Simon Mayo, de son côté déclare que Lewis Daynes avait le syndrome d'Asperger qui affecterait sa capacité à porter des jugements judicieux. Il a également fait valoir qu'il n'y avait pas suffisamment de preuves pour prouver que le meurtre avait été prémédité.
Lewis Daynes a été condamné à perpétuité et purgera une peine minimale de 25 ans de prison. La procureure de la Couronne, Jenny Hopkins, a déclaré que l'accusé, bien qu'il n'avait que 18 ans au moment des faits, était conscient de ce qu'il faisait en faisant preuve de manipulation et en ayant prémédité son acte. De plus, en raison de la façon dont le crime a été commis, selon la procureure, celui-ci est particulièrement choquant en raison de l'âge de l'agresseur, ce qui est d'autant plus inhabituel.

## Héritage
La famille de Breck Bednar a créé la Fondation Breck dans le but de sensibiliser aux dangers des réseaux sociaux et afin de promouvoir une utilisation responsable d'Internet. Sa mère a déclaré sur la BBC qu'elle souhaitait que le meurtre de Breck permette à tout le monde d'ouvrir les yeux et qu'ils reconnaissent les dangers des prédateurs en ligne. Sa mère a demandé à son groupe préféré, Coldplay, de l'aider à sensibiliser aux dangers d'internet. Elle a déclaré à ABC News que les gens pensaient à tort que cela n'arrive qu'aux enfants antisociaux, mais que ce n'était pas toujours le cas.
La mère de Breck a appelé à ce que le gouvernement aide plus pour la sécurité en ligne, affirmant qu'elle s'attendait à plus de commentaires de la police de Surrey et ajoute que de son côté, on ne lui a jamais dit de contacter la Child Exploitation and Online Protection Center dont elle apprit l'existence trop tard alors que cette agence pourrait aider les familles dans le besoin.
Après le plaidoyer de Daynes devant le tribunal, le chef de police adjoint, Gavin Stephens a déclaré que le traitement du cas de Bednar par ses services avait été renvoyé à la Commission indépendante des plaintes contre la police en affirmant que cette affaire à conduit la police à se remettre en question et à examiner les pratiques du centre de traitement des appels pour améliorer la façon dont les informations sont traitées et partagées.
Selon ABC News, la famille a, quant à elle, déposé une plainte contre la police d'Essex et de Surrey pour le traitement de l'affaire. En mars 2016, la famille a accepté un règlement dans lequel la police de Surrey s'est excusée pour sa mauvaise gestion de l'affaire et a versé une somme non divulguée en compensation.
Le 26 janvier 2016, BBC Three a diffusé un documentaire sur le meurtre de Breck intitulé Murder Games: The Life and Death of Breck Bednar,.Il a été avancé, la même année, que Lewis Daynes continuait d'aller sur internet pour tenir un blog depuis la prison où il est incarcéré,.
En mars 2018, aux États-Unis, l'histoire a été reprise sur la chaîne Investigation Discovery dans l'épisode Dangerous Games de la série Web of Lies. En 2015, le meurtre de Bednar a été présenté dans la série américaine Stalkers Who Kill dans l'épisode intitulé Babyface Killer.